# Peter Harlan

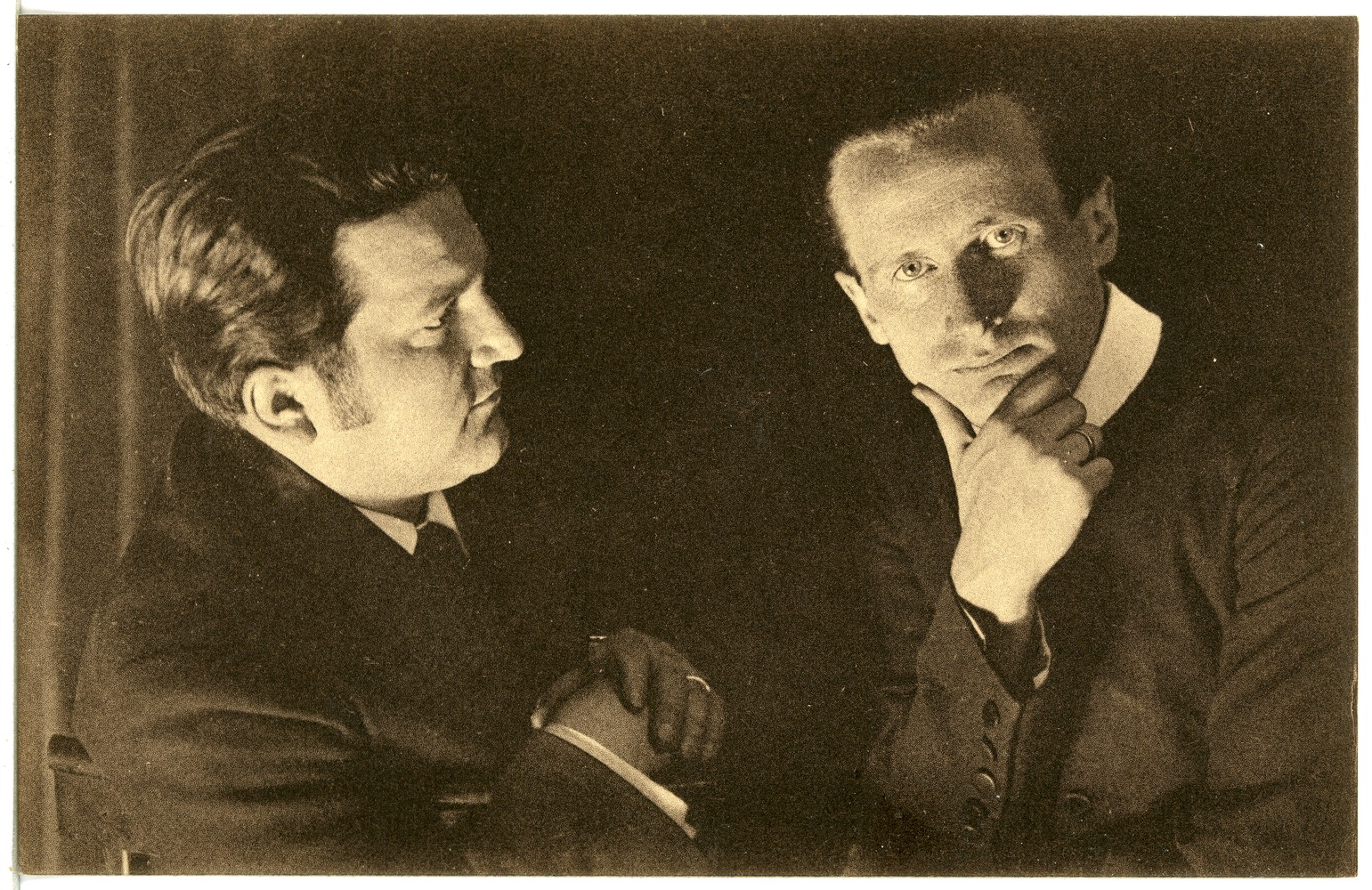
Peter Harlan (à esquerda) em 1927

Peter Harlan (26 de fevereiro de 1898, Berlim - 13 de janeiro de 1966, Burg Sternberg/Lippe) foi um multi-instrumentista e fabricante de instrumentos musicais alemão. Na década de 1920 foi funcionário da revista de Munique Der Gitarrenfreund. Foi o responsável pelo desenvolvimento da digitação germânica da flauta doce.

## Vida e trabalho
Peter Harlan fazia parte de uma família com inclinações artísticas, sendo o filho do escritor Walter Harlan e irmão do diretor de cinema. Veit Harlan ( Jud Süß ).
Depois de terminar o ensino médio, Harlan fez um aprendizado como fabricante de instrumentos de cordas com Ernst Wilhelm Kunze  Mais tarde, estabeleceu sua própria oficina dedicada à fabricação de instrumentos medievais na região de Markneukirchen, Vogtlandkreis, Alemanha. Na década de 1920, Peter Harlan teve seu primeiro contato com as flautas doces, introduzido por Wilibald Gurlitt em Freiburg im Breisgau. Harlan alegou ter construído sua primeira flauta doce em 1921. Em 1925, visitou o pesquisador musical alemão Max Seiffert e o renomado especialista em música de câmara antiga, Arnold Dolmetsch, na Inglaterra. No ano seguinte, encomendou a construção de uma flauta doce por outros fabricantes de instrumentos de sopro. O resultado dessas tentativas foi a conhecida flauta doce germânica, que se destacava por ser um instrumento fácil e rápido de aprender, permitindo a execução de músicas populares e repertório clássico. O modelo "Bärenreiter-Blockföte" das "oficinas de Harlan" ganhou rápida popularidade devido ao seu preço acessível de apenas quatro marcos do Reich.
Inspirado por Gurlitt, Peter Harlan não apenas se dedicou à criação de flautas doces, mas também explorou a fabricação de violinos, violas e clavicórdios com base em modelos históricos. Sua contribuição mais notável foi o desenvolvimento na construção do viela. Ele concentrou-se especialmente em transformar esse instrumento de seis cordas, construído a partir da estrutura básica de uma viola da gamba, em um instrumento acessível para músicos amadores no futuro. Tanto a viela quanto a flauta doce conquistaram popularidade entre iniciantes na música devido à sua abordagem fácil de aprender a tocar.
No ano de 1930, Peter Harlan estabeleceu o Harlan Trio juntamente com a musicóloga Cornelia Schröder-Auerbach e o violista e compositor Hanning Schröder. Este trio foi pioneiro no cenário da interpretação historicamente informada, dedicando-se à execução de músicas que abrangiam desde a Idade Média até o período Barroco.
Durante a Segunda Guerra Mundial, desempenhou a função de oficial na Luftwaffe. Em dezembro de 1944, ocupava o comando no distrito de Lippe. Nos últimos dias do conflito, em 1945, recusou-se a seguir a ordem de destruir o castelo utilizando barris de gasolina. Em vez disso, aguardou a invasão das tropas aliadas em Lemgo, permitindo que o castelo caísse em suas mãos sem resistência.
Em 1947 alugou o Castelo Sternberg, onde retomou a produção de instrumentos e transformou o castelo em um centro significativo para o treinamento de música na Alemanha. Estabeleceu um diversificado programa educacional e de apresentações, incluindo cursos de execução de viela, workshops para a construção de instrumentos musicais, além de pequenos concertos, teatro de marionetes e visitas guiadas pelo castelo. Até o momento de seu falecimento, ele desempenhou um papel crucial ao orientar inúmeras crianças em seus primeiros passos no universo da música, seja tocando, construindo seus próprios instrumentos ou adquirindo instrumentos musicais simples.
Após o falecimento de Peter Harlan, seus filhos Till e Klaus Harlan deram continuidade ao legado de seu pai no Castelo Sternberg.

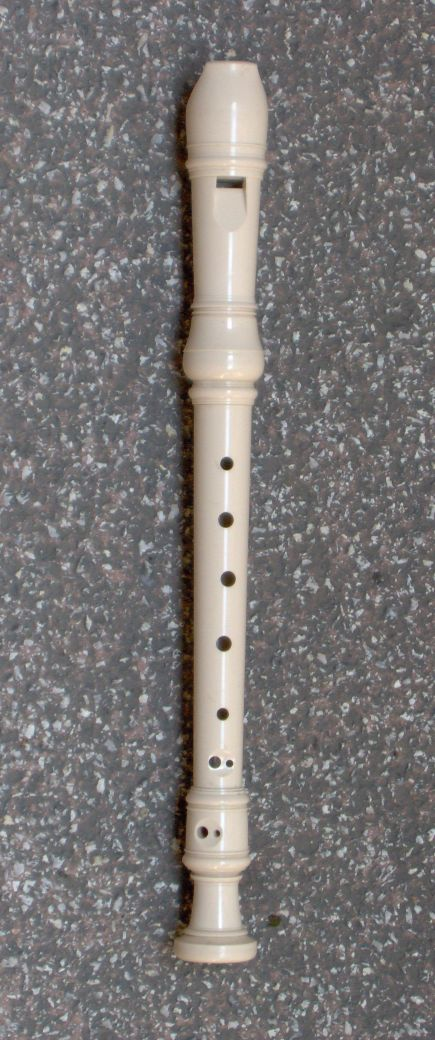
Flauta doce com digitação germânica. Observe que o quarto orifício para o dedo é maior que o quinto.

Max Seiffert e Peter Harlan, começaram a copiar e produzidas as flautas em série na Alemanha, conquistando considerável popularidade. A dupla adquiriu um número desses instrumentos Dolmetsch com a intenção de reproduzi-los na Alemanha. Entretanto, não haviam aprendido os dedilhados corretos.
Ao tentar erroneamente executar a quarta nota sem utilizar a forquilha, Peter Harlan encontrou um desafio, uma vez que o dedilhado original envolvia o uso da forquilha. Na tentativa de "corrigir" e alcançar uma afinação adequada para essa nota, ele modificou a furação para permitir que a nota soasse afinada apenas ao usar o dedo indicador da mão esquerda. Esse equívoco resultou no surgimento das flautas com "dedilhado germânico", que ainda são produzidas em larga escala e estão disponíveis em lojas ao redor do mundo.